# Forsyth (Illinois)
Forsyth és una població dels Estats Units a l'estat d'Illinois. Segons el cens del 2000 tenia 2.434 habitants.

## Demografia
Segons el cens del 2000, Forsyth tenia 2.434 habitants, 903 habitatges, i 728 famílies. La densitat de població era de 447,5 habitants/km².
Dels 903 habitatges en un 37,7% hi vivien nens de menys de 18 anys, en un 74,4% hi vivien parelles casades, en un 4,7% dones solteres, i en un 19,3% no eren unitats familiars. En el 17,7% dels habitatges hi vivien persones soles el 10,5% de les quals corresponia a persones de 65 anys o més que vivien soles. El nombre mitjà de persones vivint en cada habitatge era de 2,68 i el nombre mitjà de persones que vivien en cada família era de 3,05.
Per edats la població es repartia de la següent manera: un 28,1% tenia menys de 18 anys, un 4,3% entre 18 i 24, un 24,7% entre 25 i 44, un 29,7% de 45 a 60 i un 13,2% 65 anys o més.
L'edat mediana era de 41 anys. Per cada 100 dones de 18 o més anys hi havia 92,9 homes.
La renda mediana per habitatge era de 69.000 $ i la renda mediana per família de 81.211 $. Els homes tenien una renda mediana de 61.053 $ mentre que les dones 33.125 $. La renda per capita de la població era de 34.010 $. Aproximadament l'1,4% de les famílies i l'1,9% de la població estaven per davall del llindar de pobresa.

## Poblacions més properes
El següent diagrama mostra les poblacions més properes.